# Барбона
Барбона (итал. Barbona) — коммуна в Италии, располагается в провинции Падуя области Венеция.
Население составляет 743 человека (2008 г.), плотность населения составляет 87 чел./км². Занимает площадь 9 км². Почтовый индекс — 35040. Телефонный код — 0425.
Покровителем коммуны почитается святой архангел Михаил, празднование 29 сентября.

## Демография
Динамика населения:

## Администрация коммуны
- Официальный сайт: